# Soldiers Grove
Soldiers Grove è un villaggio degli Stati Uniti d'America, situato in Wisconsin, nella contea di Crawford.